# The People Versus
The People Versus (с англ. — «Народ против») — британская телевизионная игра, выходившая на телеканале ITV с 15 августа 2000 по 18 июня 2002. Ведущие — Кирсти Янг (2000) и Кэйе Адамс (2001—2002). Участники отвечали на вопросы, присланные телезрителями, и получали за правильные ответы деньги, максимальный выигрыш не ограничивался ничем.

## Правила игры

### Первый сезон
В игре было пять раундов, в каждом было по пять вопросов по теме, которую заранее выбирал участник. За каждый верный ответ участник получал 5 тысяч фунтов стерлингов. Номер раунда определял, сколько правильных ответов надо дать для прохождения в следующий этап (в первом раунде — один правильный ответ, во втором — два и т.д. вплоть до пятого раунда, где нужно было ответить на все вопросы верно). При желании участник мог ответить и на дополнительные вопросы, заработав дополнительные деньги — предварительно ему показывались все вопросы раунда.
У участника были три «замены», которыми он мог воспользоваться в любой момент, если не знал ответ на вопрос — представленный вопрос заменялся другим. Также он имел право «купить» ответ за 10 тысяч фунтов стерлингов из уже имевшегося выигрыша. В случае неправильного ответа участник терял только те деньги, которые были заработаны в проигранном раунде, а его место занимал тот, кто прислал верный ответ на вопрос. Если же игрок побеждал в пятом раунде, то он мог при желании повторить всю игру.

### Второй сезон
В игре осталось пять раундов, участники шоу также отвечали на вопросы от зрителей, но выигрыши изменились:
- 1-й раунд: 100 фунтов стерлингов, один правильный ответ, «пас» можно сказать 4 раза
- 2-й раунд: 250 фунтов стерлингов, два правильных ответа, «пас» можно сказать 3 раза
- 3-й раунд: 500 фунтов стерлингов, три правильных ответа, «пас» можно сказать 2 раза
- 4-й раунд: 1000 фунтов стерлингов, четыре правильных ответа, «пас» можно сказать 1 раз
- 5-й раунд: 3000 фунтов стерлингов, пять правильных ответов, «пас» сказать нельзя

Участник должен был успеть пройти все 5 раундов за 4 минуты: если время выходило, он проигрывал всё. Также он мог сказать «пас», если не был уверен в ответе, либо же воспользоваться правом замены — вопросы для «замены» подбирались из темы, которую он выбирал заранее. Если игрок выигрывал пятый раунд, выигранные им 3 тысячи фунтов стерлингов становились несгораемыми, а он получал возможность сыграть ещё раз с самого начала, что позволяло теоретически выиграть быстро большую сумму денег. В дневной версии был установлен рекорд в 15900 фунтов стерлингов.
Если игрок давал неправильный ответ, то он проигрывал, а тот, кто задавал вопрос, получал 100 фунтов стерлингов. Позднее награду в 50 фунтов стерлингов автору вопроса, на котором «срезался» участник, стали выдавать только в 1-м раунде, а в последующих проводилась так называемая «Гонг-игра», в которой разыгрывалась заработанная игроком сумма. Участник имел право выбора между тремя «гонг-играми»: в двух из них звучал гонг, в третьей гонга не было. После выбора игры компьютерный голос по очереди оглашал возраставшие суммы денег, и игрок мог остановить игру в любой момент, нажав кнопку. После остановки игрок забирал ту сумму, которую последней огласил компьютер, а ведущий сообщал, какие суммы далее назвал бы компьютер и был ли гонг в выбранной игре. Если игрок услышал звук гонга, то он проигрывал все деньги (кроме несгораемой суммы), которые уходили автору вопроса. Если же звука гонга не было и игрок услышал итоговую сумму, то он забирал себе деньги.

## Показ
| Сезон | Начало показа   | Конец показа    | Выпуски |
| ----- | --------------- | --------------- | ------- |
| 1     | 15 августа 2000 | 4 сентября 2000 | 10      |
| 2     | 25 июня 2001    | 21 декабря 2001 | 115     |

Выпуски 1-го сезона выходили по будням в 20:30. Выпуски 2-го сезона выходили по будням примерно в 17:00 до 2 ноября 2001 года, с 5 ноября выпуски показывались только по понедельникам и пятницам (со вторника по четверг вместо них выходил сериал «Ночь и день». Два выпуска из отснятых не были показаны по ТВ.

## За рубежом

### Вьетнам
В 2016 году на Вьетнамском телевидении вышла версия под названием «The People Versus».

### Гонконг
Телеканал ATV выпустил местную версию игры «各出其謀» (кит. Каждый действует по стратегии), ведущая — Мег Лам. 31 декабря 2001 года состоялся пилотный выпуск, когда участника местной версии «Кто хочет стать миллионером» по имени Пол Йип пригласили сыграть в игру. Он проиграл в 5-м раунде и не выиграл в «гонг-игре». Регулярный показ шёл с 1 января по 8 марта 2002 года. Выигрыши определялись в гонконгских долларах: 5 тысяч, 10 тысяч, 20 тысяч, 40 тысяч и 100 тысяч долларов соответственно (выигрыш в 5-м раунде был примерно в 2 раза больше, чем в оригинальной британской версии).

### Грузия
Телеканал Рустави 2 выпустил местную версию игры «ხალხის პირისპირ» (груз. напротив народа). Регулярный показ шёл с 2002 по 2004 годы. Выигрыши определялись в лари: 50, 100, 200, 400 и 1000 лари соответственно.

### Испания
Ведущим испанской версии в 2003 году стал Хавьер Капитан, она выходила на Telemadrid под названием «Madrid Reta». 

#### Страна Басков
Также в 2004 году в Стране Басков вышла собственная версия игры «Euskadi Reta» на канале ETB2. Ведущим был Хорхе Фернандес. Дерево было пропорционально гонконгскому: 50 €, 100 €, 200 €, 400 € и 1000 € соответственно.

### Россия
В России версия под названием «Народ против» выходила на Первом канале с 26 февраля по 30 августа 2002 года, затем на РЕН ТВ с 7 апреля по 29 августа 2003 года. Ведущими были Дмитрий Дибров на Первом канале и Александр Милосердов на РЕН ТВ. Выигрыши по раундам: 1000 рублей, 2500 рублей, 5 тысяч рублей, 15 тысяч рублей и 50 тысяч рублей.

### Сербия
В Сербии на телеканале РТС 1 программа выходила под названием «Сам против свих» (серб. Один против всех). В 2009 году её стал показывать телеканал B92 под названием «Народ против» с 19 февраля.

### Турция
В 2003 и 2004 годах, версия игры, производимая компанией STR, выходила в Турции на канале TRT-1 под названием «Türkiye Yarışıyor», которую вел Османтан Эркыр (Osmantan Erkır). Денежное дерево было пропорционально российскому: 100 миллионов, 250 миллионов, 500 миллионов, 1,5 миллиарда и 5 миллиардов турецких лир соответственно.